# Hirschberger Blöße
Die Hirschberger Blöße ist eine kleinteilige naturräumliche Untereinheit mit der Ordnungsnummer 334.33 des Oberen Arnsberger Walds („Buchwald“) (334.3) innerhalb des Nordsauerländer Oberlands (334). Sie umfasst laut dem Handbuch der naturräumlichen Gliederung Deutschlands die Rodungsinsel im östlichen Arnsberger Wald auf drei Seiten rund um die 425 m ü. NN hohe Bergkuppe Hirschberg, auf der sich die gleichnamige Warsteiner Ortschaft Hirschberg befindet.
Die Rodung liegt auf ca. 350 m ü. NN in einem Karbon- und Tonschiefer-Ausraum des Heve-Quellgebietes aus der Kulm-Fazies. Der Härtlingskopf Hirschberg, auf dessen Höhenlage im 14. Jahrhundert von den Arnsberger Grafen die gleichnamige Stadt Hirschberg gegründet wurde, ist über einen schmalen Sattelhals mit dem östlich benachbarten Naturraum Kahlenbergsköpfe (334.34) verbunden und zählt selbst nicht zu der Hirschberger Blöße. Weitere umgebende Naturräume sind im Norden der Heve-Möhne-Wald (334.31), im Westen der Breitenbrucher Wald (334.32) und im Süden die Plackweghöhe (Plackwald) (334.5).
Als Böden herrschen im Naturraum in den Wiesengründen staunasse Gleyen vor. An den Hängen des Hirschbergs sind tiefgründige, nicht sehr basenhaltige und steinige Gehängelehme anzutreffen.